# مایکل رلف
مایکل رلف (انگلیسی: Michael Relph؛ ۱۶ فوریهٔ ۱۹۱۵ – ۳۰ سپتامبر ۲۰۰۴) کارگردان فیلم و تهیه‌کننده اهل بریتانیا بود.
وی تهیه‌کنندگان همچون یاقوت کبود، قلب‌های مهربان و نیم‌تاج‌ها، نیم‌تنه رنگارنگ و یک شغل نامناسب برای یک زن و تفاله بوده است.